# Mildsted
Mildsted (tysk: Mildstedt, nordfrisisk: Melst) er en landsby og kommune beliggende syd for købstaden Husum i det sydvestlige Sydslesvig. Administrativt hører kommunen under Nordfrislands kreds i den tyske delstat Slesvig-Holsten. Kommunen samarbejder på administrativt plan med andre kommuner i Nordsø-Trene kommunefællesskab (Amt Nordsee-Treene). Til kommunen hører landsbyen Rosendal eller Hundeshale (på tysk Rosendahl) med Højbro (sønderjysk Hybro, nedertysk Hu(b)brüch, tysk Hüppbrücke). Landsbyen er sogneby i Mildsted Sogn. Sognet lå i Sønder Gøs Herred (Husum Amt, Sønderjylland), da området tilhørte Danmark.
Byen ligger direkte på grænsen mellem dansk (jysk) og nordfrisisk bosættelse.

## Etymologi
Mildsted blev første gang nævnt den 6. april 1304 i et pavebrev (stavet Myldesect og Myldeseet). Efterleddet menes at være -sæt (eller -sætæ), som også findes i landsbynavnet Sæd ved Tønder. Navneleddet menes at høre til roden af udsagnsordet sidde, som er fælles for dansk og tysk.
Hundeshale blev første gang nævnt 1438 som Hundeshål. Senere kom byen til at hedde Rosendal (på tysk Rosendahl). I 1974 blev Hundeshale/Rosendal indlemmet i Mildsted Kommune. Højbro blev første gang nævnt i 1649.

## Sproget
En undersøgelse af marknavne har vist, at navnene på den slesvigske gest (Midtsletten) er både danske og tyske. Blandt det sikre danske er Gammelland, Medelvang og Handerslund. Fra Mildsted marsk kendes ligeledes en række navne, hvoraf nogle anses som sikre danske, således Bol, Gårdemose, Mose, Odde. Karakteristisk for disse danske stednavne er, at de ligger samlet i et bælte langs gestranden, hvorimod de tyske stednavne ligger spredt. Dette må, ifølge stednavneforskeren Anders Bjerrum, betyde, at de danske stednavne i kraft af beliggenheden afspejler den ældste bosættelse, hvis indbyggere således har talt dansk.

## Historie
Sønder Gøs Herreds tingsted lå i Mildsted frem til 1864. Herredets hovedkirke var Mildsted Kirke, som lå nær tingstedet.
I Mildsted sogn fandtes 93 bønder i 1438 og 159 i 1542, en kraftig vækst. Den 24. april 1461 indgik biskoppen i Slesvig en aftale med bønder i Rødemis om at inddæmme et område ved Mildsted. Omkring 1475 oplyses, at 20 heitscheffel, 79 skæpper sædeland samt 14 demat i Rødemis ved gaver med videre var overdraget Mildsted kirke. Et vigtigt marked for sine varer havde bønderne i Husum og de synes også at have deltaget i tidens omfattende hestehandel; i forbindelse med denne handel forekom også pengeudlån med renter, hvor Husum også synes at spille en central rolle.
Ved delingen af hertugdømmerne i 1544 kom Mildsted under den hertugelige del. I 1720 kom Mildsted atter under Kronen.
I 1864 havde Mildsted kirke, 2 præstegårde, skole, fattiggård, kro og dampbrænderi.